# He (żona Daoguanga)

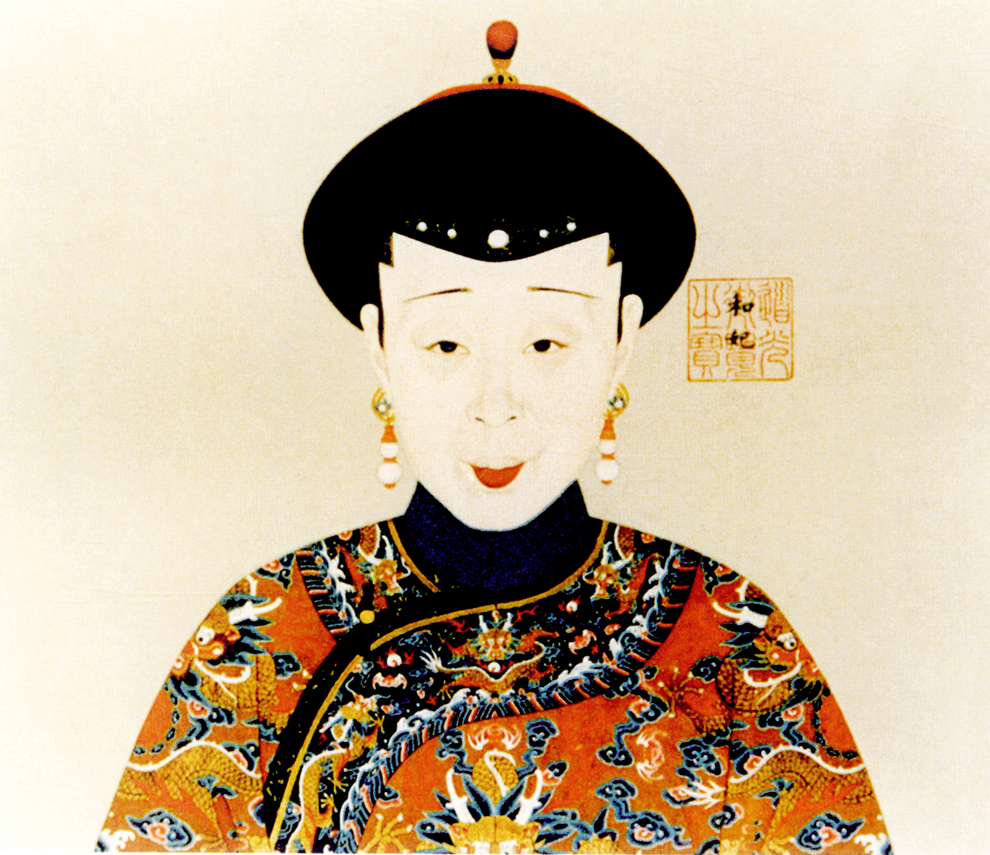
Cesarska konkubina He

He (chiń. 和妃; zm. 1836) – żona księcia z mandżurskiej dynastii Qing Mian Ninga (od 1820 cesarza Daoguanga).
16 maja 1808 urodziła pierwszego syna przyszłego monarchy, Yi Wei. Zmarł on, nie pozostawiwszy potomka, 23 maja 1831.
Po wstąpieniu swego męża na tron otrzymała tytuł konkubiny (gufei), a w 1823 została mianowana cesarską małżonką.
Pochowano ją w mauzoleum w Muling.